# Johannes Mumbauer

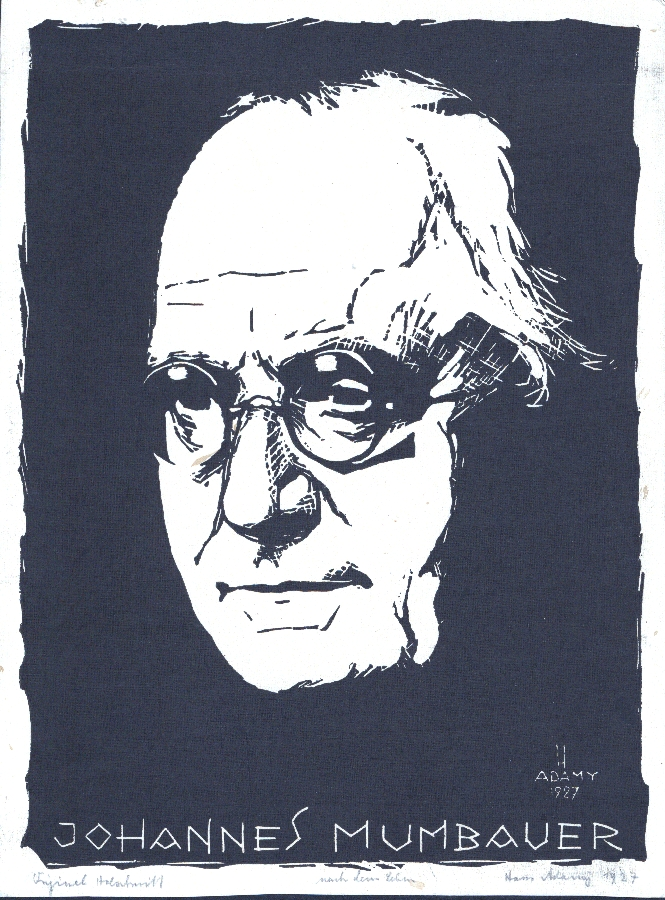
Johannes Mumbauer

Johannes Mumbauer (* 27. Juli 1867 in Kreuznach; † 22. Dezember 1930 ebenda) war ein deutscher römisch-katholischer Priester, Theologe und Literaturkritiker.

## Leben
Mumbauer wurde in Kreuznach geboren und wuchs dort auf. Nach dem Abitur trat Mumbauer in das Bischöfliche Priesterseminar in Trier ein. Er wurde 1891 von Bischof Michael Felix Korum zum Priester geweiht. Noch im selben Jahr wurde er als Kaplan nach Rübenach berufen und war von 1892 an ebenso Kaplan in Wadgassen. Im Jahre 1895 erhielt Mumbauer in Ravengiersburg seine erste Pfarrstelle. Von dort wechselte er 1898 auf die Pfarrstelle in Ohlenberg, wo er bis 1902 tätig war. Ein erneuter Wechsel führte ihn nach Konz (Hamm), wo er bis 1907/08 wirkte.
Im Jahre 1908 begann Mumbauer seine Arbeit für die Kölnische Volkszeitung in Rom. Dort wirkte er bis 1911, als er nach Deutschland zurückkehrte und Pfarrer in Piesport wurde. Er wechselte noch ein letztes Mal: Im Jahre 1925 übernahm er die Pfarrstelle in Sinzig, die er bis zu seiner Emeritierung 1929 innehatte.
Mumbauer war Schriftführer des katholischen Mäßigkeitsbundes.

## Schaffen
Neben seiner kirchlichen Tätigkeit war Mumbauer auch als Autor und Herausgeber tätig. Er veröffentlichte auf theologischem Gebiete und beteiligte sich zudem am literaturwissenschaftlichen Diskurs des späten Kaiserreiches und der Weimarer Republik, wobei er seine Schriften in erster Linie vom römisch-katholischen, aber auch vom deutschnationalen Standpunkt aus formulierte. Er gehörte zum Kreis um die von Carl Muth gegründete Zeitschrift Hochland. Nachdem er im Jahre 1907 zum Redakteur der „Akademischen Bonifatius-Korrespondenz“ gewählt worden war, half Mumbauer, sie zu einer katholischen Kulturzeitschrift zu entwickeln. Er bemühte sich um eine Förderung und Aufwertung der katholischen Position im deutschen Geistesleben und wünschte die katholische Literatur in der Hauptströmung vertreten zu sehen. Trotz Nietzsches fundamentaler Kritik am Christentum sieht Mumbauer ihn und Julius Langbehn als „Wegbereiter und Neuerer“ und „geistige Ahnherren der Moderne“. Laut Mumbauer zerschlug Nietzsche einerseits ein „kulturelles und literarisches Epigonentum, das ... das deutsche Wesen verfälschte, aufweichte, versüßelte“ warnte aber andererseits auch das deutsche Volk vor „dem Wahn der Auserwählung“ und „nationalistisch verengender Ausschließlichkeit“. Mumbauer verteidigt den Katholizismus gegen Kritik aus dem George-Kreis und explizit von Friedrich Wolters. Anstatt modischer Trends und „Helotenbewusstsein“ auf der einen Seite und „Herrscherkastendünkel“ auf der anderen Seite sollten „zeitlose“ Schriftsteller, die sich bemühen, die „reinen Formen Gottes ... in irdischen Formen“ glänzen zu lassen, als „Leuchttürme und Wegweiser“ dienen. Als Beispiele nennt er Enrica von Handel-Mazzetti und Wilhelm Schäfer.
Mumbauer starb am 22. Dezember 1930 in Bad Kreuznach.

## Publikationen
- Der Anteil der Frau am Kampfe gegen die öffentliche Unsittlichkeit, 1906
- Maler Müller in Rom, 1913
- Einer für alle – alle für einen!, Saarlouis, Hausen, 1915
- Um unsere Ehre!, Saarlouis, Hausen, 1915
- Allerhand Literatur-Schmerzen, Hamm, Breer & Thiemann, 1915
- Vaterland! Gedanken eines katholischen Deutschen über Volk, Staat, Rasse und Nation, München-Gladbach, Volksvereins-Verlag, 1915
- Machiavellistische und antimachiavellistische Politik, Hamm, Breer & Thiemann, 1915
- Der deutsche Gedanke bei Ketteler, München-Gladbach, Volksvereins-Verlag, 1916
- Ein Katholik an die Protestanten, in: Deutscher Wille / Kunstwart 31, 1917, S. 100–104.
- Warren Hastings, Saarlouis, Hausen, 1918
- Der Dichterinnen stiller Garten, Freiburg, Herder, 1918
- Die "Kulturmission" der Kirche, Paderborn, Junfermann, 1922
- Aus dem Liliengarten der hl. Katharina von Siena, Herder, 1923
- Die Legende von Lazarus, Martha und Magdalena, 1928
- Die deutsche Dichtung der neuesten Zeit, Freiburg im Breisgau, Herder, 1931 (posthum erschienener erster Teil des geplanten Werkes "Die deutsche Dichtung der neuesten Zeit in zwei Bänden")